# لاشه‌مگسیان
لاشه‌مگسیان(نام علمی: Calliphorinae) نام یک زیرخانواده از تیره مگس‌های لاشه است.